# Gerhard Papke

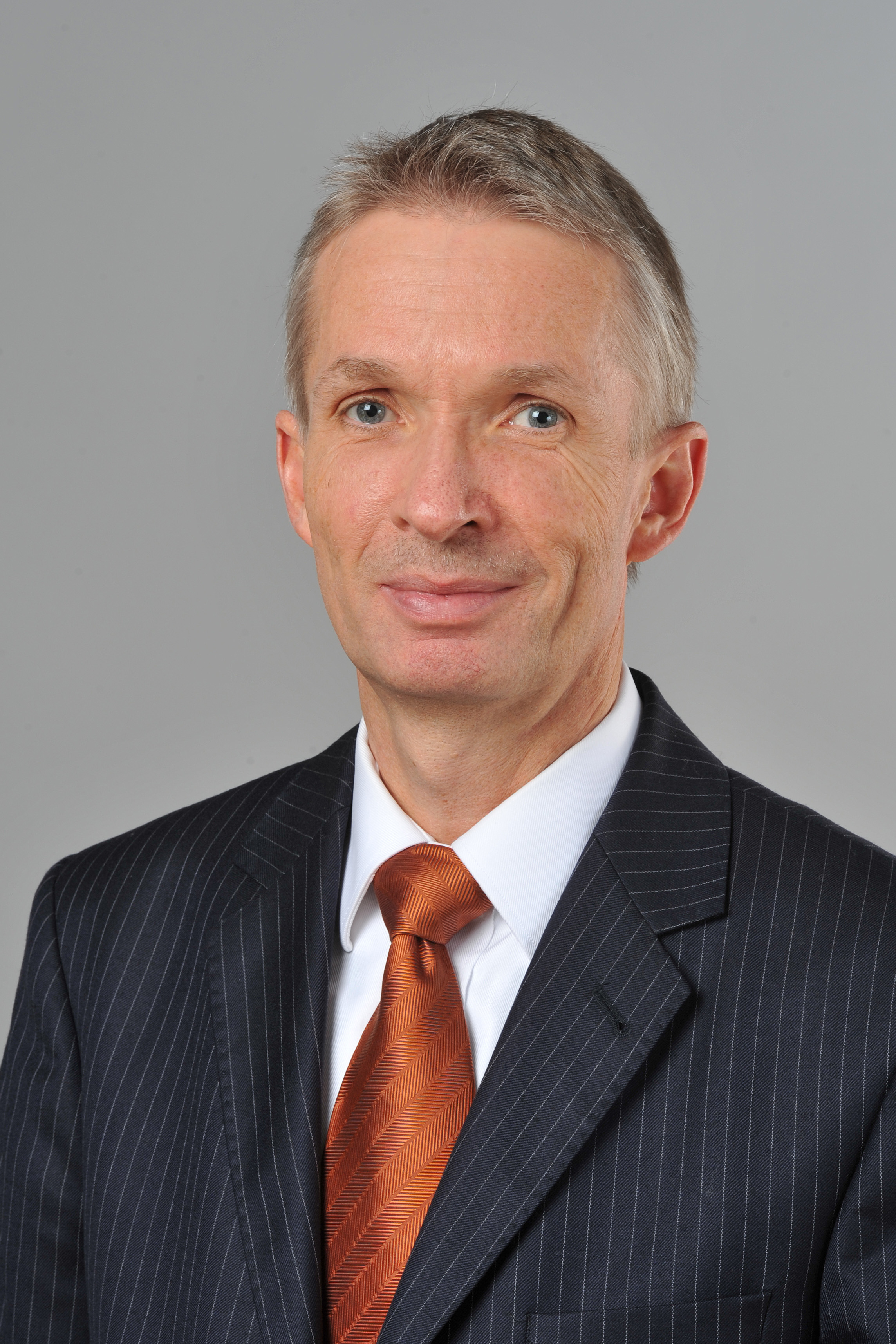
Gerhard Papke (2013)

Gerhard Papke (* 16. Mai 1961 in Recklinghausen) ist ein ehemaliger deutscher Politiker (FDP). Er war vom 31. Mai 2012 bis zum 31. Mai 2017 der 3. Vizepräsident des Landtags von Nordrhein-Westfalen und zuvor von 2005 bis 2012 Vorsitzender der FDP-Landtagsfraktion. Seit dem 3. Mai 2019 ist er ehrenamtlicher Präsident der Deutsch-Ungarischen Gesellschaft in der Bundesrepublik Deutschland.

## Leben
Papke legte 1981 das Abitur am Gymnasium in Datteln ab. Er studierte von 1982 bis 1987 Wirtschaftsgeschichte, Politikwissenschaft und Völkerrecht an der Ruhr-Universität Bochum. 1987 schloss er das Studium als Magister artium (M.A.) ab.
Er wurde 1991 zum Dr. phil. promoviert mit einer Arbeit zum Thema Der Sturz der Regierung Karl Arnold durch die Landtagsfraktion der Freien Demokratischen Partei im Jahr 1956.
Seit 1994 bis zu seinem Einzug in den Landtag am 2. Juni 2000 war er als Wissenschaftlicher Mitarbeiter in der Theodor-Heuss-Akademie der Friedrich-Naumann-Stiftung in Gummersbach angestellt, wo er verantwortlich für den Arbeitsbereich „Grundlagen und Perspektiven des Liberalismus“ war. Zwischen 1996 und 1999 war er außerdem Mitarbeiter des Wirtschaftspolitischen Sprechers der FDP-Bundestagsfraktion, Paul K. Friedhoff.
Papke ist Mitglied im Vorstand der Friedrich A. von Hayek-Gesellschaft.
2017 lebte er in Königswinter.

## Politik
Papke ist Mitglied der FDP. Er war Kreisvorsitzender der FDP im Rhein-Sieg-Kreis sowie viele Jahre Mitglied im Landesvorstand und im Geschäftsführenden Landesvorstand der nordrhein-westfälischen FDP.
Gerhard Papke wurde am 2. Juni 2000 Abgeordneter des Landtags Nordrhein-Westfalen. Von 2000 bis 2005 war er wirtschaftspolitischer Sprecher der FDP-Landtagsfraktion. Von 2005 bis 2012 war er Vorsitzender der FDP-Fraktion im Landtag NRW. Außerdem war er in dieser Zeit Sprecher im Hauptausschuss, Medien, Bildungsangelegenheiten und Mitglied im Ausschuss für Wirtschaft, Mittelstand und Energie, Landesplanung. Am 15. Mai 2012 wählte die Fraktion Christian Lindner zu seinem Nachfolger. Gleichzeitig nominierte die Fraktion Papke für das Amt des Landtagsvizepräsidenten. Papke trat bei der Landtagswahl 2017 nicht wieder an. Er begründete diesen Schritt mit Kritik an der politischen Linie Lindners, insbesondere dessen seiner Ansicht nach zu zögerlichen Haltung gegenüber der „islamistischen Bedrohung“ und der „ungeregelten Massenzuwanderung“ nach Deutschland. In seinem im selben Jahr veröffentlichten Buch Noch eine Chance für die FDP?: Erinnerungen und Gedanken eines Weggefährten beschreibt Papke diese Entwicklung.
Papke war Vorsitzender der deutsch-chinesischen Parlamentariergruppe des Landtags von Nordrhein-Westfalen. Seit dem 3. Mai 2019 ist er ehrenamtlicher Präsident der Deutsch-Ungarischen Gesellschaft in der Bundesrepublik Deutschland, die ihren Sitz in Berlin und Bonn hat. Als solcher verbreitet Papke zugespitzte Positionen über Twitter zu Queerpolitik, die dem Kurs der -autoritären Regierung Viktor Orbáns entsprechen Dafür war ihm schon 2021 parteiintern der Austritt aus der FDP nahegelegt worden. Ebenfalls unterstützt er Orbans kremlfreundlichen Kurs.
Papke wird dem rechten Flügel der FDP zugeordnet. Anfang 2024 erklärte er, er stelle „derzeit noch keine Überlegungen an, die FDP zu verlassen“, schließe aber bei Fortsetzung der „Selbstzerstörung der FDP“ nicht aus, sich zukünftig nach einer „neuen politischen Heimat“ umsehen zu müssen. Als mögliches Beispiel für seine politische Zukunft nannte er die Werteunion des ehemaligen Verfassungsschutz-Chefs Hans-Georg Maaßen, mit dem er zuvor über das Thema Migration diskutiert hatte.

## Veröffentlichungen
- Der liberale Politiker Erich Koch-Weser in der Weimarer Republik. Nomos-Verlags-Gesellschaft, Baden-Baden 1989.
- Unser Ziel ist die unabhängige FDP. Die Liberalen und der Machtwechsel in Nordrhein-Westfalen 1956. Nomos-Verlags-Gesellschaft, Baden-Baden 1992.
- Liberale Ordnungskraft, nationale Sammlungsbewegung oder Mittelstandspartei?: Die FDP-Landtagsfraktion in Nordrhein-Westfalen 1946–1966. Droste, Düsseldorf 1998.
- (mit Walter Mühlhausen) Kommunalpolitik im Ersten Weltkrieg. Die Tagebücher Erich Koch-Wesers 1914 bis 1918. R. Oldenbourg Verlag, München 1999.
- Gerhard Papke (Hrsg.): Wissen, Freiheit und Ordnung. Beiträge zu Werk und Wirkung Friedrich August von Hayeks aus der Reihe The Modern Western Thought Series, Zhong guo she hui ke xue Verlag, Peking 2001, ISBN 7-5004-2981-9 (Chinesisch).
- Noch eine Chance für die FDP?: Erinnerungen und Gedanken eines Weggefährten. FinanzBuch Verlag, München, 2017, ISBN 978-3-95972-056-4.